# گورستان و بقایای قلعه حضرت سلطان
گورستان و بقایای قلعه حضرت سلطان مربوط به سده ۹ تا ۱۳ ق است و در شهرستان درگز، ۳۰۰ متری غرب روستای حضرت سلطان واقع شده و این اثر در تاریخ ۲۴ آبان ۱۳۸۵ با شمارهٔ ثبت ۱۶۳۳۲ به‌عنوان یکی از آثار ملی ایران به ثبت رسیده‌است.